# Joe Temperley

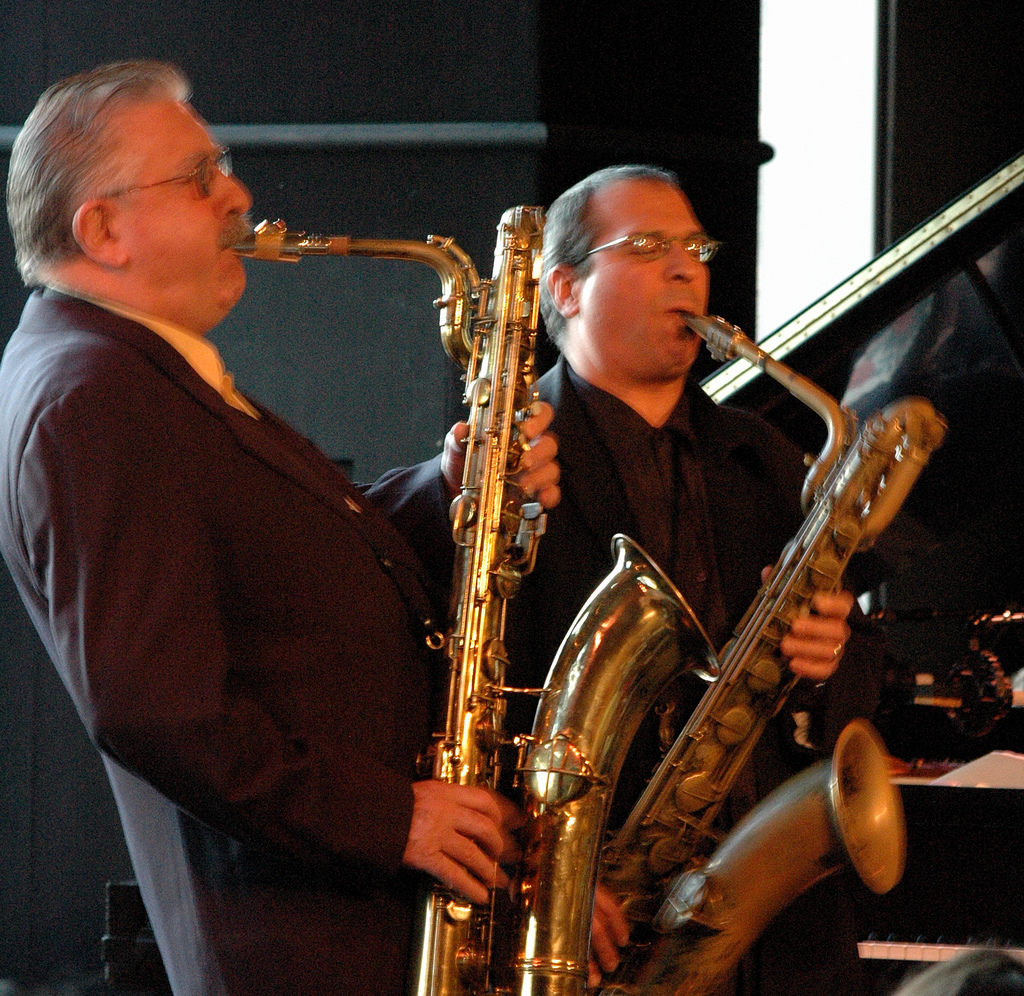
Joe Temperley und Gary Smulyan (2005)

Joe Temperley (* 20. September 1929 in Lochgelly, Schottland; † 11. Mai 2016) war ein britischer Musiker (Baritonsaxophon, Sopransaxophon, Bassklarinette) des Modern Jazz.

## Leben und Wirken
Joe Temperley spielte zunächst in Tanzorchestern und in den Bands von Harry Parry, Jack Parnell, Kenny Graham, Tony Crombie und Tommy Whittle. Er wurde dann bekannt als Mitglied der Band von Humphrey Lyttelton, der er von 1958 bis 1965 angehörte. 1965 zog er nach New York City, wo er mit Woody Herman, Buddy Rich, Joe Henderson, Duke Pearson, dem Jazz Composer’s Orchestra, dem Thad Jones/Mel Lewis Orchestra, Charles Mingus (Let My Children Hear Music) und Clark Terry arbeitete. Im Oktober 1974 war er mit dem Duke Ellington Orchestra auf Tournee als Ersatz für Harry Carney.
In den 1980er-Jahren spielte Temperley in der Broadwayshow Sophisticated Ladies und wirkte an der Filmmusiken zu  Cotton Club, Biloxi Blues, Brighton Beach Memoirs, When Harry Met Sally, und Tune In Tomorrow mit.
Temperley ist Mitbegründer des Fife Youth Jazz Orchestra, einem schottischen Programm zur Nachwuchsförderung. Unter eigenem Namen veröffentlichte Temperley eine Reihe von Alben, wie Just Frieds (1978, mit Jimmy Knepper), Nightingale (1991) mit dem Pianisten Brian Lemon, Sunbeam and Thundercloud mit Dave McKenna (1996), With Every Breath (1998) und Double Duke (1999) mit Musikern aus dem Umfeld des Jazz at Lincoln Center Orchestra, dessen Mitglied er war; zu hören ist er auch auf Randy Sandkes New York-Tribut Uptown Lowdown: A Jazz Salute to the Big Apple (2000). Außerdem lehrte er an der Juilliard School for Jazz Studies. Anfang der 1990er-Jahre wirkte er an Joe Hendersons Bigband-Produktion Shade of Jade mit. 2000 nahm er mit Junior Mance das Album Music of Thelonious Monk auf. Im Bereich des Jazz war er laut Tom Lord zwischen 1949 und 2014 an 91 Aufnahmesessions beteiligt, u. a. auch mit George Chisholm, Victor Feldman, Nat Gonella, Galt MacDermot, Monty Sunshine, Harry South, in seiner New Yorker Zeit auch mit O’Donel Levy, Eumir Deodato, Scott Hamilton, Gerry Mulligan, Wynton Marsalis und Aaron Diehl.

## Lexikalischer Eintrag
- Richard Cook, Brian Morton: The Penguin Guide of Jazz on CD. 6. Auflage. Penguin, London 2002, ISBN 0-14-051521-6.